# Tekno
Ne doit pas être confondu avec Tekno (musicien) ou Techno.
Sous-genres
Raggatek, hardtek, tribecore, mentalcore, acid techno
Genres dérivés
Frenchcore
La tekno, aussi appelé freetekno et free tekno, est un genre musical issu de la techno et principalement joué lors des free parties et dans divers clubs et festivals comme le Son libre en Europe.

## Terminologie et caractéristiques
La tekno est un ensemble de sous-genres de musique électronique dérivés de la techno qui se caractérisent par un tempo élevé (entre 150 et 185 BPM) et des sonorités plus dures et agressives. Dans les années 2010, certains producteurs de tekno utilisent également des boites à rythmes qui sonnent plutôt trance, car de nombreux membres de la sous-culture tekno ainsi que de la sous-culture psytrance fréquentent les mêmes raves et les deux scènes sont étroitement liées.
Avec l'évolution du genre, le genre devient connu sous un certain nombre de noms, notamment spiral tekno, hardtek, tribetek, tribe et dans de nombreux autres sous-genres comme la pumping tek, la hardfloor, la mentalcore, la mental, l'acidcore et enfin le frenchcore qui est une sorte de mélange entre le hardcore traditionnel, et la hardtekno.

## Histoire

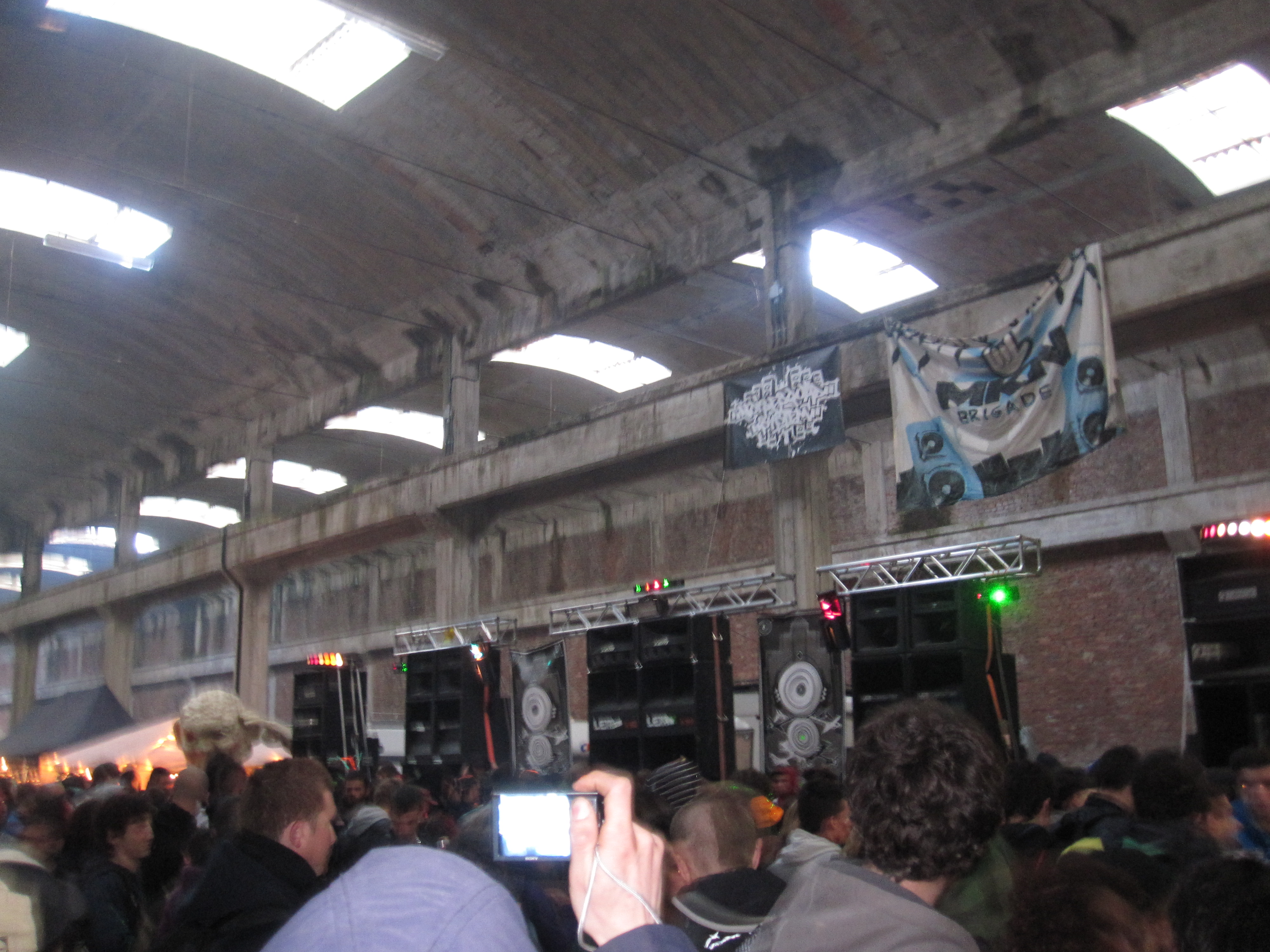
Soirée freetekno.

La tekno évolue en tandem avec le mouvement teknival au début des années 1990 puisque de nombreux organisateurs de teknival et DJ y font également de la musique. La tekno évolue aussi en lien avec le rap, qui croît énormément dans les années 1990 et affecte ainsi tout l'art musical populaire. Elle est fréquemment considérée comme un « art populaire » et subit les mêmes critiques que les arts populaires précédents, y compris le jazz, le hip-hop et le rock 'n' roll. Elle est ainsi critiquée comme étant « inesthétique » et favorisant l'usage de drogues, des critiques qui ont touché ces trois mouvements avant elle. La scène tekno est également comparée aux mouvements politiques anarchistes et punks.
Le genre s'inspire musicalement et notamment de le hardcore, la rave, la jungle, le gabber et la techno, les producteurs emmenant le son dans une direction plus sombre. Les Spiral Tribe sont les premiers à créer et à diffuser largement ce genre musical en le transportant en France et en Europe de l'Est après la mise en œuvre de la loi sur la justice pénale au Royaume-Uni. L'accent est mis sur des extraits d'émissions de télévision, de films et de culture populaire qui sont placés à des moments stratégiques des morceaux. Le genre est produit avec tout ce qui est disponible : des boîtes à rythmes, des synthétiseurs et des claviers, ainsi que des programmes informatiques tels que des séquenceurs/MIDI et des trackers, parfois même en frappant une table au hasard avec un stylo[réf. nécessaire]. À partir de l'année 2001, il y a une tendance à utiliser des ordinateurs portables pour les performances en direct, car les capacités du matériel et des logiciels s'améliorent très rapidement.
Les producteurs de tekno viennent de nombreux endroits, notamment d'Europe, dont le Royaume-Uni, les Pays-Bas, l'Italie, la France, l'Allemagne, l'Autriche et la République tchèque. Certains des artistes les plus actifs du début des années 1990 jusqu'au milieu des années 2000 sont Spiral Tribe et OQP Sound System. Depuis, la scène voit l'émergence de nombreux artistes comme Protokseed, Teksa, Vortek's, Creeds, La Kajofol, Rabteu, Sköne, et Kodaman, entre autres.
De nombreux labels discographiques contribuent à diffuser le son principalement via une distribution par des magasins de disques tels que Undergroundtekno et Toolbox Records (Paris). Quelques-unes des autres structures comprennent Network 23, le sound system Spiral Tribe, Infrabass, KGB Records, OQP Sound System et leurs labels Okupe, Tapage Nocturne Records, Metek Records, dSP records, Tek No Logique, Narkotek, Astrofonik, et Le Diable au corps.
Depuis le début des années 2020, l'émergence des agences de booking contribuent à ouvrir des portes aux artistes pour jouer dans les plus gros clubs et festivals de France et toute l'Europe tels que Pandemic Events, Electrobooking, Amnexia, Cult Collective, Shz Records, Onyxiom Agency, Wires Unlimited, No Hour, Laissez-nous raver, Pyramiid Production.

## Sous-genres
La jungletek et la raggatek sont des sous-genres directement dérivés de la hardtek. Ces genres bien connus se heurtent pour créer des smashers[Quoi ?] de piste de danse rapides et énergiques de 190 BPM. Lancés vers 2008 au Royaume-Uni, Mandidextrous & Vandal ont été parmi les premiers producteurs à commencer à écrire ce genre de musique. Ils insufflent une nouvelle vie à la scène rave underground non seulement au Royaume-Uni, mais aussi en Italie, en Espagne et en Autriche, pour n'en citer que quelques-uns. L'influence massive de cette musique est également venue de la scène techno en Europe où certains des premiers amateurs de musique underground commencent à augmenter les BPM et à ajouter des variations de structure devenant ainsi de la tekno. La techno au Royaume-Uni au début des années 1990 est alors basée sur un tempo de 130-140 BPM. Dans les années 2000, la musique prend en vitesse et la hardtek commence à dominer les raves britanniques, en particulier dans le sud et à Londres. Même la trance progresse et balaie les mélodies délicates dans ce qui est maintenant connu sous le nom de hard trance, une musique plus rapide, plus dure et plus rebondissante que son prédécesseur. La musique dans tout l'underground devient de plus en plus dure et rapide. L'évaluation la plus récente et la plus notable de la musique est la progression de DnB vers Neuro Funk, très similaire à DnB mais avec des sons de basse et de synthé plus granuleux et plus durs utilisant souvent des masses de compression pour obtenir ces lignes de basse déchirantes qui sont maintenant à des mondes à part.
La raggatek est principalement influencée par le reggae, incorporant des éléments de jungle, DnB, dancehall et techno. Des MC bien connus tels que YT et Top Cat ont une énorme influence sur le monde de raggatek. Les producteurs aimant ce type de musique veulent l'amener sur les pistes de danse de l'underground. Augmenter le tempo entre 180 et 200 en ajoutant des pauses amen et la structure de base de la hardtek, ce format de kick bass est la formule d'une nouvelle musique hybride. Les grandes voix de style ragga sont souvent très présentes sur les productions raggatek.
La jungletek fonctionne exactement sur la même formule que raggatek, il suffit de remplacer le ragga par Jungle & DnB. Étant moins connue pour les arrangements vocaux et plus pour les lignes de basse, la jungletek reprend les bases de la ligne de basse des pistes jungle et DnB bien connues et les recrée au format hardtek. Les productions originales utilisent également le format simple de la grosse caisse avec des pauses amen. La raggatek et la jungletek européennes sont souvent reconnaissables par les sons electro à haute énergie dans les lignes de basse et les mélodies de synthétiseur.
La hardtek se distingue par son rythme rapide et énergique. Les morceaux de hardtek sont généralement caractérisés par un tempo élevé, avec des battements allant de 150 à 200 BPM (battements par minute). Cette cadence soutenue donne une sensation de frénésie et d’intensité, incitant les auditeurs à se déhancher sur la piste de danse. C'est un genre qui n'est quasiment plus produit en dehors de la free party.
La mentalcore reprend les codes de la mental tribe tekno, avec un tempo plus élevé (170 BPM en général), une ambiance plus lourde et un kick distordu dominant.
Variante plus dure apparue dans les années 2000, la tribecore est généralement plus rapide et le kick est souvent plus lourd. Plus influencée musicalement par le frenchcore (apparu dans les mêmes années), elle en reprend souvent des éléments tels que des sonorités plus industrielles et dancefloor, un kick plus saturé et lourd ainsi qu'un grand nombre de samples souvent humoristiques et provocateurs. La pratique du remix, notamment de morceaux extérieurs à la techno et souvent à des fins parodiques est également très courante. Ses artistes notables incluent Unifikasound, Banotek, Raptatek, Teksa, et Knäf, entre autres.